# Matrox Graphics

Matrox Logo

Matrox Graphics ist der Geschäftsbereich von Matrox Electronic Systems Ltd. (Matrox), der sich mit der Entwicklung und dem Vertrieb von Grafiklösungen für den professionellen Einsatz beschäftigt. Das Sortiment umfasst sowohl Hardware-Produkte als auch Software-Lösungen.

## Geschichte
Matrox Graphics repräsentiert den Geschäftsbereich, in dem Matrox während der 1990er Jahre ein führender Hersteller von Grafikkarten und ein großer Konkurrent von Number Nine war. Aufgrund des hohen Konkurrenzdrucks zog sich die Firma Ende der 1990er aus dem wenig profitablen 3D-Spielemarkt zurück, da sie die extrem hohen Entwicklungs- und Fertigungskosten scheute, und konzentrierte sich auf Firmenkunden.
Da Intel mit Hilfe von IGPs mittlerweile den Markt für Büro-Grafikkarten beherrschte, suchte man sich diverse Nischenmärkte und spezialisierte sich in der Folgezeit auf Profi-Grafikkarten mit zwei oder mehr Monitoranschlüssen.
Heute werden Produkte von Matrox Graphics hauptsächlich dort eingesetzt, wo eine maximale Bildqualität bei hoher Auflösung und mehreren Monitoren wichtig ist. Das sind unter anderem der medizinische Bereich, Grafiker (z. B. professionelle Fotoretusche), Börsen- und Kassenterminals, Steuerungs- und Überwachungsanlagen in der Industrie sowie der Professionelle Audio- und Videobereich, in dem Multi-Monitor-Lösungen mit hohem Software-Integrationsgrad gefragt sind, z. B. das TV- und Video-Broadcasting oder Großformat-Videowände.

## Produkte
Nach der Umorientierung konzentriert man sich bei Matrox Graphics besonders auf Multi-Display-Lösungen wie DualHead2Go und TripleHead2Go. Die älteren Grafikkarten werden aber nach wie vor angeboten und eingeschränkt weiterentwickelt, nicht zuletzt wegen der bis heute maßgebenden und selten übertroffenen 2D-Qualität. Nach wie vor sind Matrox-Grafikkarten, speziell die G550-Serie, bei Designern und Programmierern sehr gefragt. Im Sommer 2008 brachte Matrox die M-Serie auf den Markt, die als DirectX 9-Karten die Aero-Benutzeroberfläche von Windows Vista auch in professionellen Multi-Monitor-Umgebungen unterstützen.

### Display Controller Boards
Matrox ATC Serie:
- Matrox ATC 4MP PCI/PCIe
- Matrox ATC RG-200DL PCI/PCIe
- Matrox ATC RG-400SL PCI/PCIe

Matrox Embedded Solutions:
- Matrox P650 LP PCI LVDS

### Display Wall-Lösungen
Matrox Projection Serie:
- Matrox PJ-4OLP

Matrox PPX Serie:
- Matrox PPX-IN/RGB-4 Controller
- Matrox PPX-IN/VID-16 Controller
- Matrox PPX-OUT8 / PPX-OUT4

Matrox VPX Serie:
- Matrox VPX-IN/Hybrid Controller
- Matrox VPX-IN/RGB-4 Controller
- Matrox VPX-IN/VID-8 Controller
- Matrox VPX-OUT8 / VPX-OUT4

### Graphics eXpansion Modules (GXM)
- DualHead2Go Analog
- DualHead2Go Digital (DVI-SL)
- DualHead2Go DisplayPort
- TripleHead2Go Analog
- TripleHead2Go Digital (DVI-SL)
- TripleHead2Go DisplayPort

### Grafikkarten
M-Serie (2008, DX-9):
- Matrox M9120 PCIe x16 (2× DVI-SL)
- Matrox M9120 Plus LP PCIe x1 (2× DVI-SL, mit Zusatzkabel 4× Analog)
- Matrox M9120 Plus LP PCIe x16 (2× DVI-SL, mit Zusatzkabel 4× Analog)
- Matrox M9125 PCIe x16 (2× DVI-DL)
- Matrox M9128 LP PCIe x16 (2× DisplayPort, 2× DVI-SL Adapter)
- Matrox M9138 LP PCIe x16 (3× DisplayPort, 3× DVI-SL Adapter)
- Matrox M9140 LP PCIe x16 (4× DVI-SL)
- Matrox M9148 LP PCIe x16 (4× DisplayPort, 4× DVI-SL Adapter)
- Matrox M9188 PCIe x16 (8× DisplayPort, 8× DVI-SL Adapter)

Marvel-Serie (Video Aufnahmefunktionen)
- Matrox Marvel G200
- Matrox Marvel G400
- Matrox Marvel G450eTV

Millennium-Serie:
- Matrox Millennium
- Matrox Millennium II
- Matrox Millennium G200/LE/DVI/MMS
- Matrox Millennium G250/LE
- Matrox Millennium G400/MAX
- Matrox Millennium G450/DVI/MMS

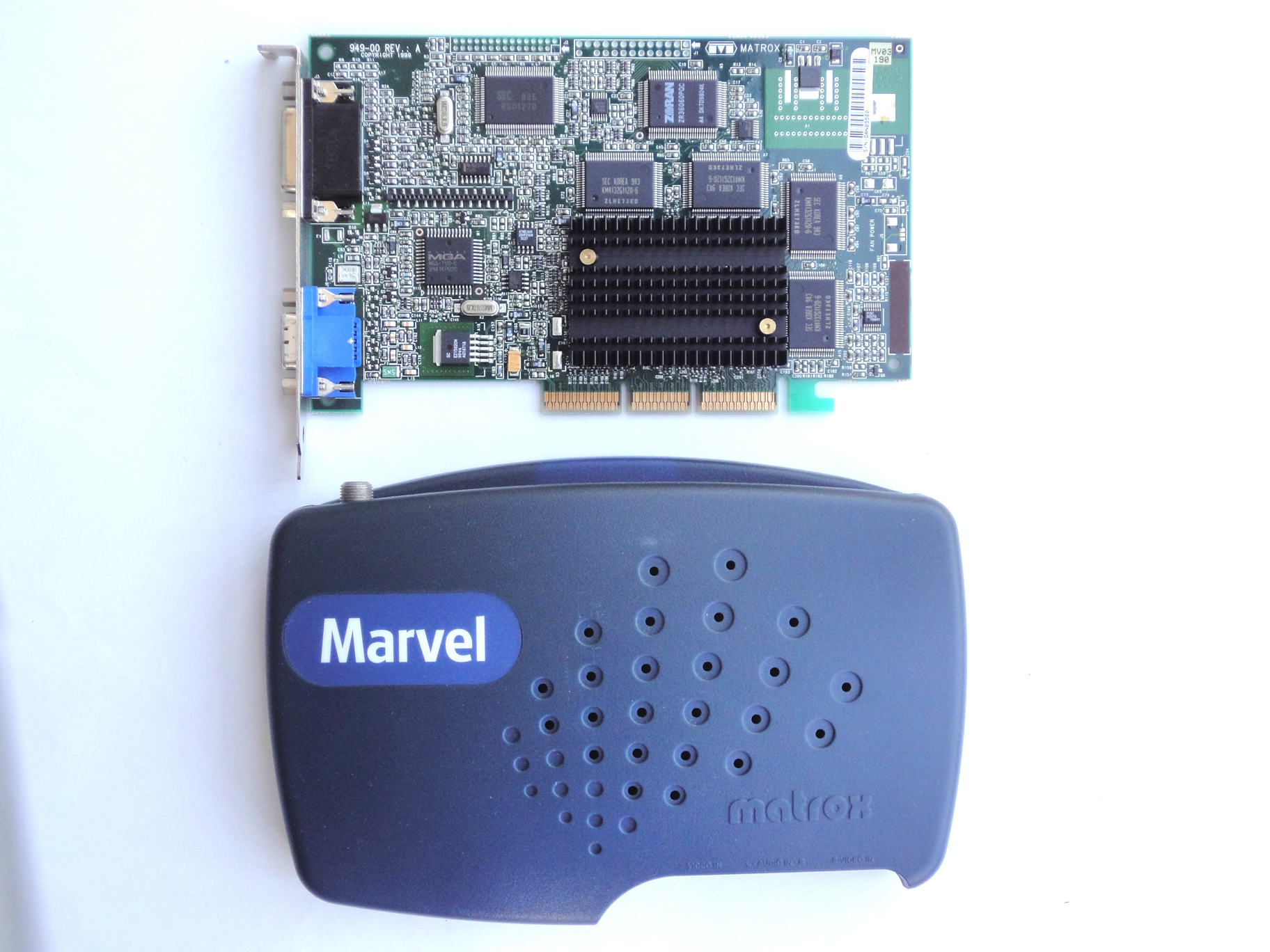
G400TV

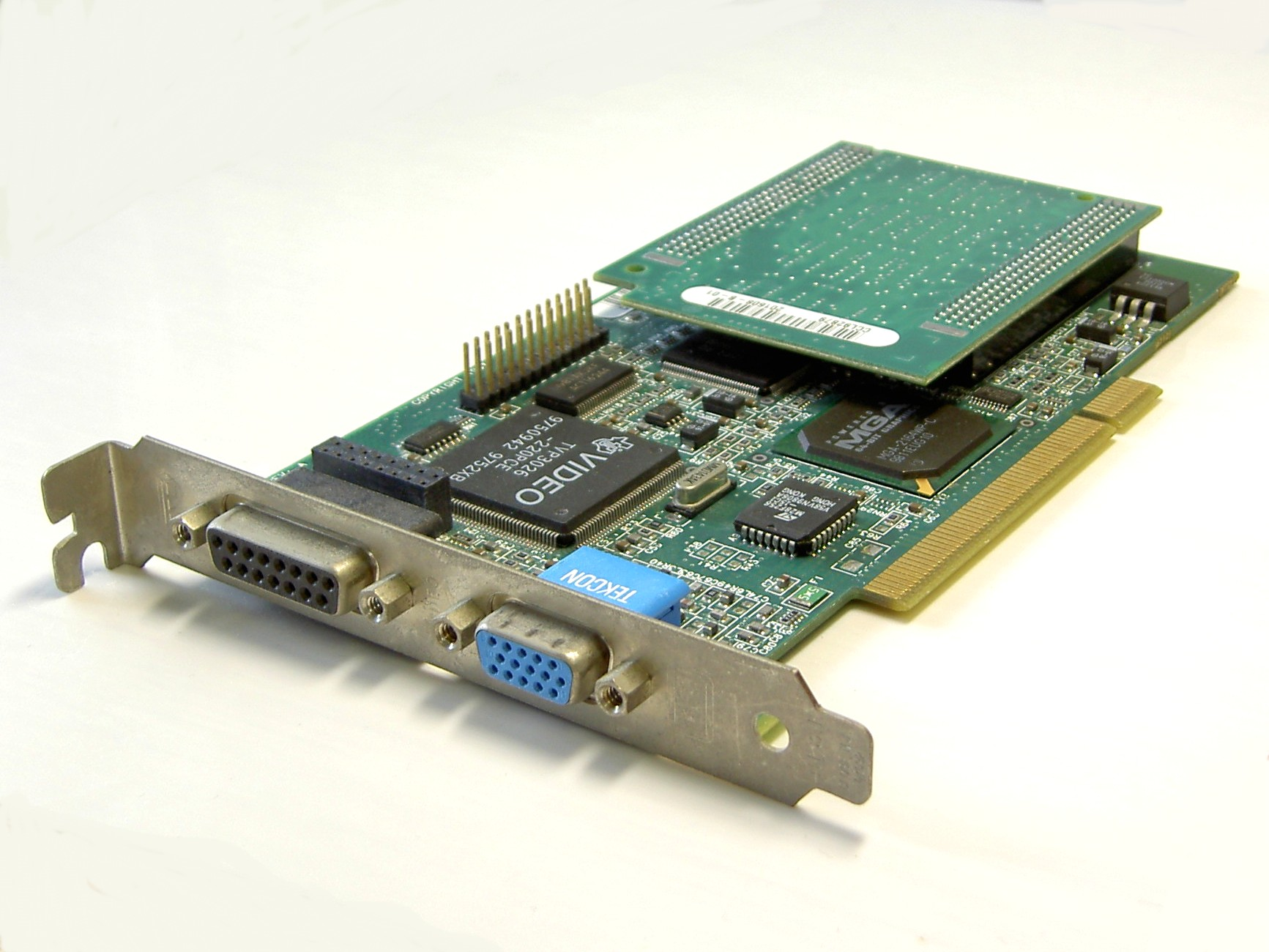
Millennium II 4 MB + 4 MB Daughter card

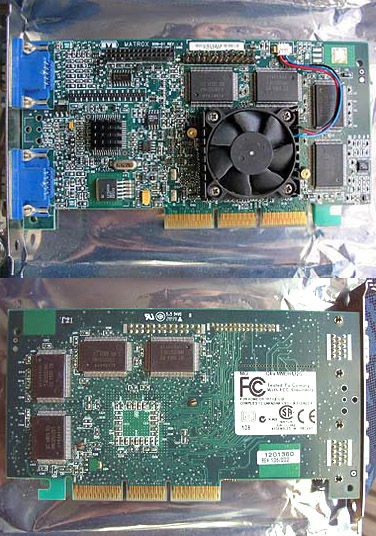
Matrox G400 MAX (32 MB)

- Matrox Millennium G550/DVI/Dual-DVI
- Matrox Millennium P650 64/128 MB DDR, DX-8
- Matrox Millennium P690 128/256 MB DDR, DX-8
- Matrox Millennium P750, DX-8

Mystique-Serie:
- Matrox Mystique
- Matrox Mystique 220/220 Business
- Matrox Mystique G200

Parhelia-Serie (DX-8):
- Matrox Parhelia (2002)
- Matrox Parhelia-512 (2003)
- Matrox Parhelia PCI
- Matrox Parhelia HR256
- Matrox Parhelia Precision SGT
- Matrox Parhelia QID/QID PRO

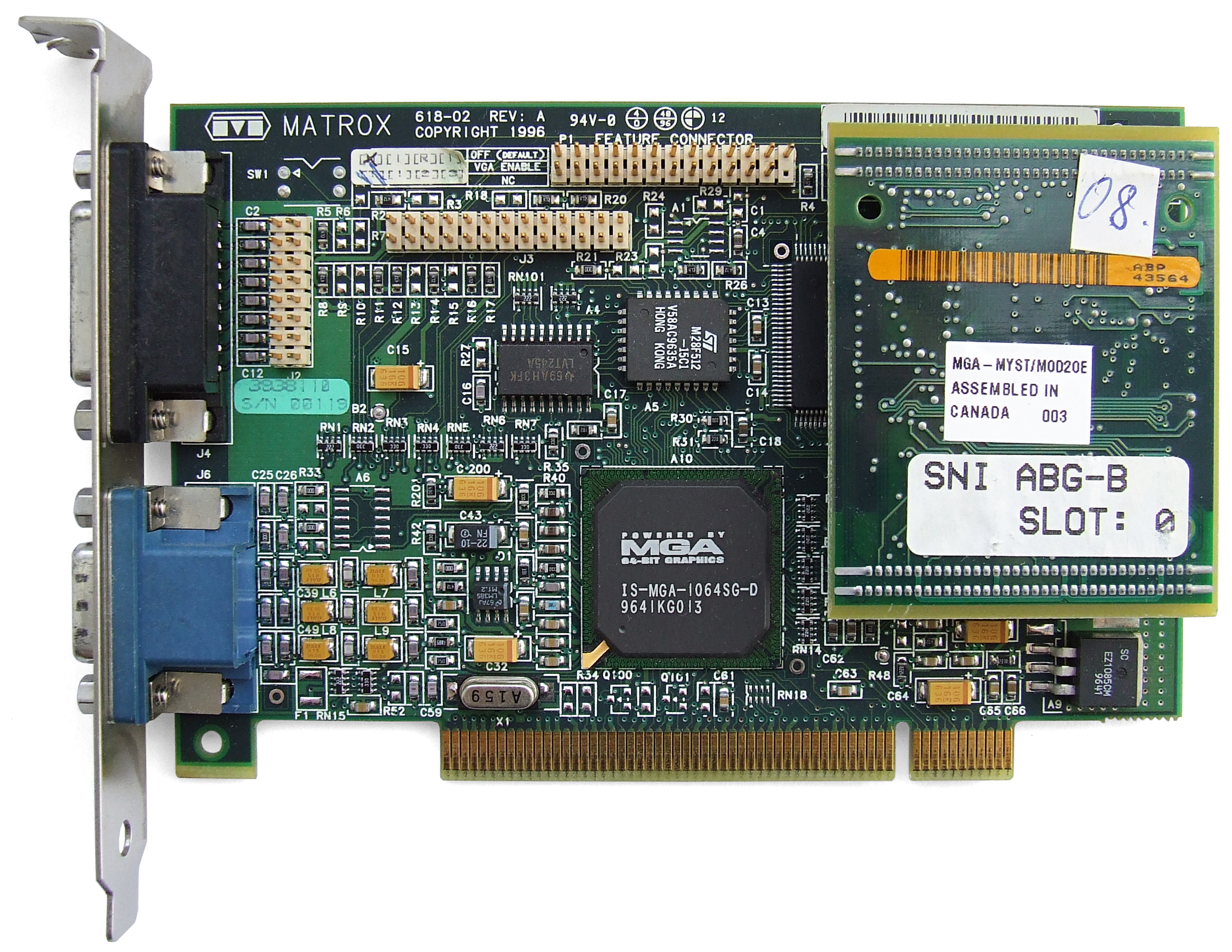
Matrox Mystique (2+2 MB)

- Matrox Parhelia APVe (u. a. mit YPbPr-Component-Ausgang in Full-HD-Qualität)

QID-Serie:
- Matrox QID (AGP, 8x, VH)
- Matrox QID Pro (PCI 64, VH)
- Matrox QID LP PCIe
- Matrox QID LP PCI

Sonstige:
- Matrox Ultima/Plus

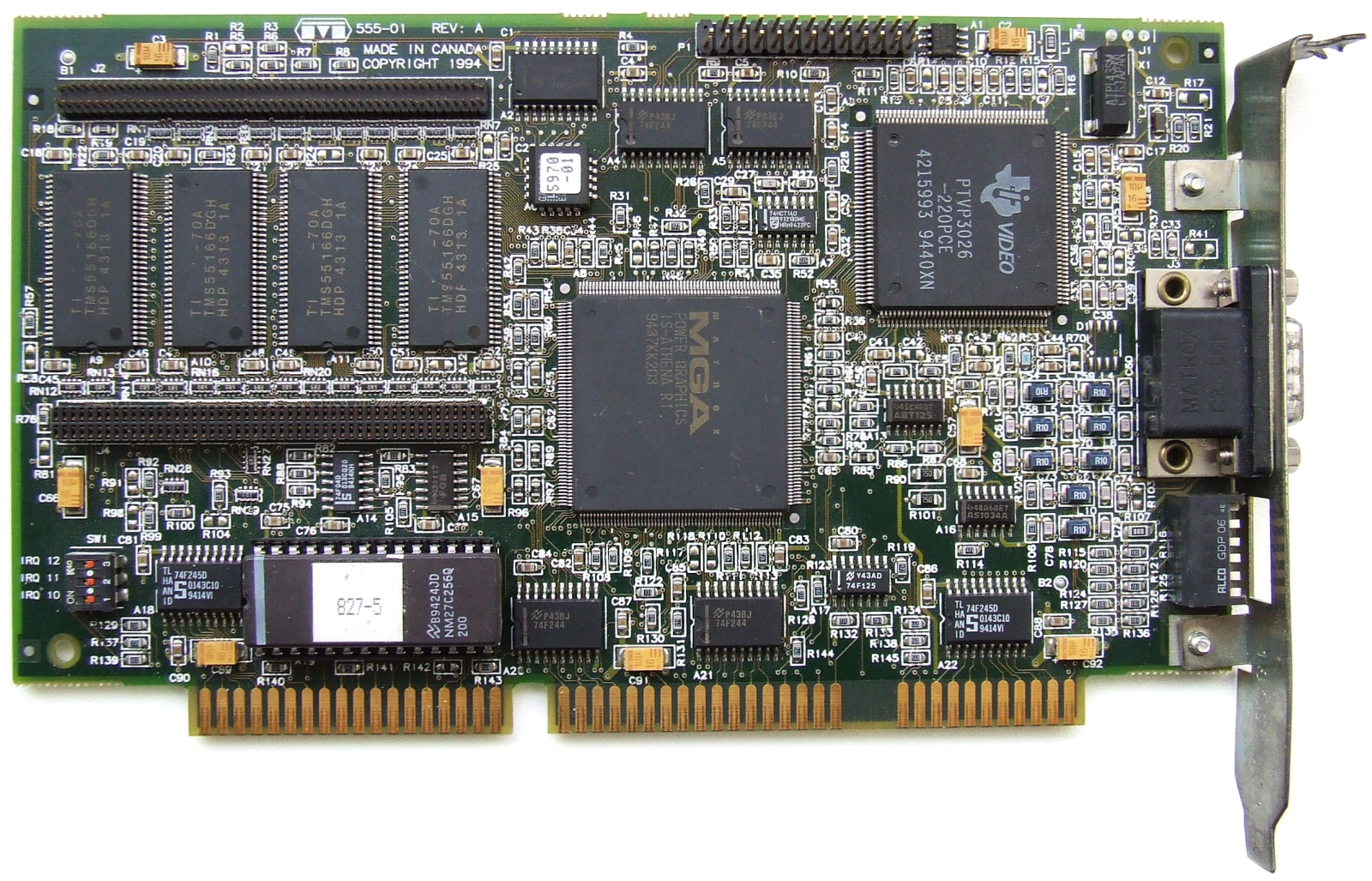
Matrox Impression Plus 220 ISA (2 MB)

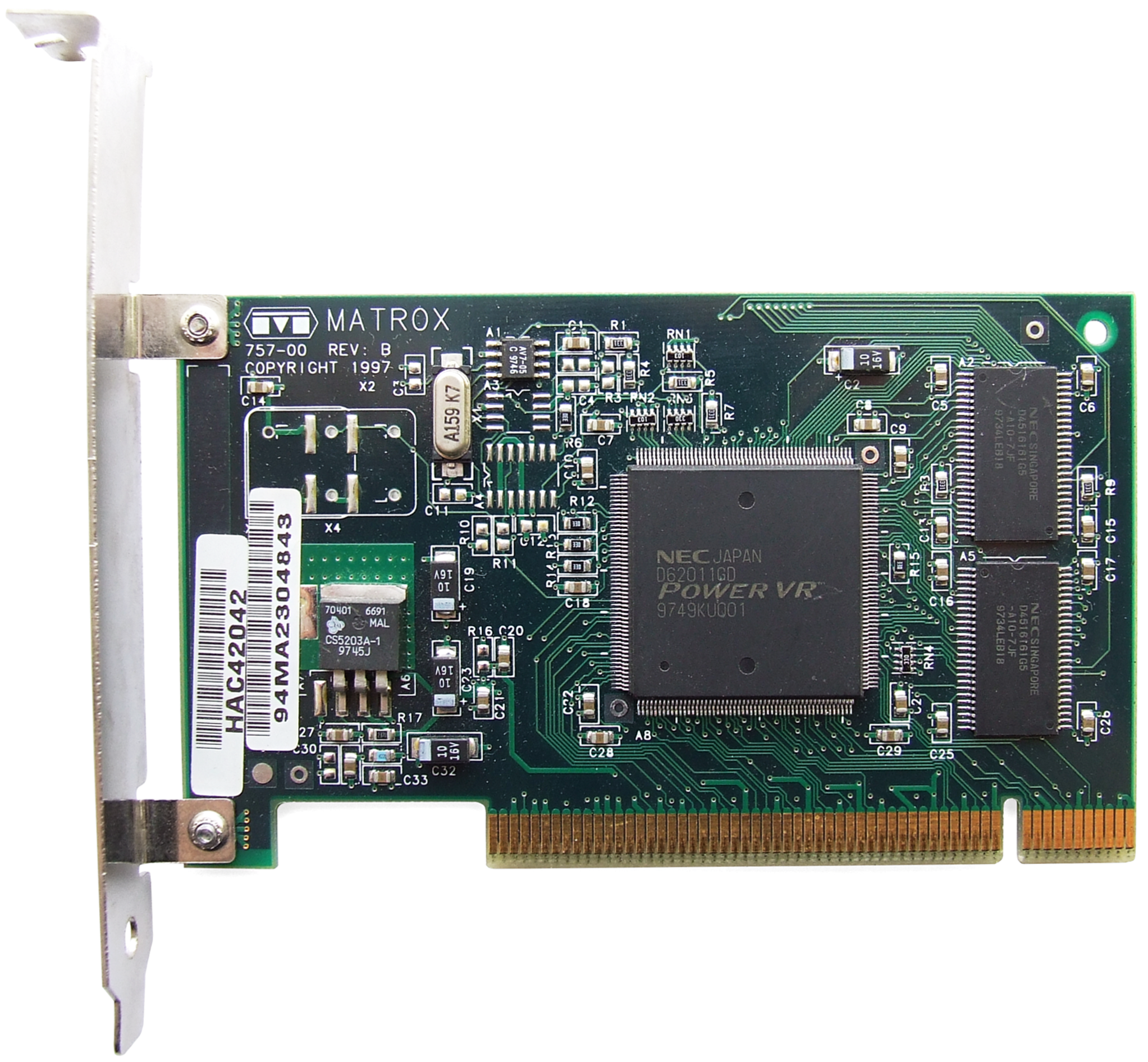
Matrox m3D

- Matrox Impression/Pro/Plus/Plus 220
- Matrox m3D (PCI-3D-Beschleuniger auf PowerVR-Basis (NEC PowerVR PCX))
- Matrox Productiva G100/MMS
- Digital First Millennium G450
- Digital First Millennium G550 32 MB DDR

#### Treiber
Matrox Graphics bietet Treiber für alle verbreiteten Betriebssysteme an, besonders für Microsoft Windows. Bis zur G550 war Matrox im Linux-Bereich sehr beliebt, da man einen vollständigen Open-Source-Treiber veröffentlichte. Dieser ist auch in X.Org implementiert. Mit dem Erscheinen der Parhelia-Karten Anfang der 2000er Jahre änderte sich das allerdings und Matrox Graphics bietet nur noch einen proprietären Treiber an; zurzeit gibt es nur Treiber bis X.org 1.15, neuere Installationen werden nicht unterstützt.

### Medizinische Bildverarbeitung
Matrox AuroraVX-Serie
- AuroraVX3mp

Matrox MED-Serie:
- MED2mp
- MED3mp
- MED5mp

Matrox RAD-Serie:
- RAD2mp
- RAD3mp
- RAD9mp
- RADQ2mp

Matrox TheatreVUE-Serie:
- TheatreVUE T20
- TheatreVUE T30

### Remote Graphics Units (RGUs)
Matrox Extio-Serie:
- Matrox Extio F1220 new!
- Matrox Extio F1400
- Matrox Extio F1420

Matrox RG Serie:
- Matrox RG-400SL
- Matrox RG-200DL

### Thin Computing
Matrox EpicA-Serie:(Low Profile)
- Matrox EpicA
- Matrox EpicA TC2-Lite
- Matrox EpicA TC2
- Matrox EpicA TC4
- Matrox EpicA Software